# Радослав Калужний
Радослав Калужний (пол. Radosław Kałużny, нар. 2 лютого 1974, Гура) — польський футболіст, півзахисник.
Насамперед відомий виступами за клуби «Заглемб'є» (Любін), «Вісла» (Краків) та «Баєр 04», а також національну збірну Польщі.

## Клубна кар'єра
У дорослому футболі дебютував 1991 року виступами за команду клубу «Заглемб'є» (Любін), в якій провів сім сезонів, взявши участь у 162 матчах чемпіонату. Більшість часу, проведеного у складі любінського «Заглемб'є», був основним гравцем команди.
Своєю грою за цю команду привернув увагу представників тренерського штабу клубу «Вісла» (Краків), до складу якого приєднався 1998 року. Відіграв за команду з Кракова наступні три сезони своєї ігрової кар'єри. Граючи у складі краківської «Вісли» також здебільшого виходив на поле в основному складі команди.
Протягом 2001—2003 років захищав кольори команди клубу «Енергі».
2003 року уклав контракт з клубом «Баєр 04», у складі якого провів наступні два роки своєї кар'єри гравця, не зумівши, втім, стати гравцем основного складу леверкузенців.
Згодом з 2005 по 2008 рік грав у складі команд клубів «Рот-Вайс» (Ессен), «Рот-Вайс» (Ален), «Аполлон» та «Ягеллонія».
Завершив професійну ігрову кар'єру у нижчоліговому клубі «Хробри Глогув», за команду якого виступав у 2010 році.

## Виступи за збірну
1997 року дебютував в офіційних матчах у складі національної збірної Польщі. Протягом кар'єри у національній команді, яка тривала 9 років, провів у формі головної команди країни 41 матч, забивши 11 голів.
У складі збірної був учасником чемпіонату світу 2002 року в Японії і Південній Кореї.

## Титули і досягнення
- Чемпіон Польщі (2):

«Вісла» (Краків): 1998/99, 2000/01
- Володар Кубка Польщі (1):

«Вісла» (Краків): 2000/01